# Libro Sagrado del Gran Espíritu Invisible

Gnosticismo.

Entre los códices de la biblioteca de Nag Hammadi se encuentran dos versiones del antiguo Libro Sagrado del Gran Espíritu Invisible, también llamado informalmente el Evangelio Copto de los Egipcios  (que es bastante distinto del Evangelio Griego de los Egipcios ). Descubierto en 1945,   recibió el nombre porque hacia el final del texto también se expresa como el "Evangelio egipcio".  Aunque es posible que esté escrito en Egipto, es mucho más probable que el nombre se base en la relación entre el Seth del Antiguo Testamento y Set, el antiguo dios egipcio de la violencia, el caos y las tormentas.  Este Evangelio se diferencia del Evangelio de Felipe y del Evangelio de la Verdad en que no está escrito desde una perspectiva Valentiniana y, en cambio, se centra en un punto de vista arraigado en el Setismo.

## Visión general
Los contenidos principales se refieren al Setismo gnóstico. El texto se puede dividir en cuatro partes concernientes a la creación del mundo celestial: la creación del mundo celestial, la creación y el significado de la raza de Seth, un himno y la historia de la creación del texto en sí mismo
Contiene un himno, parte del cual es inusual al ser secuencias de vocales aparentemente sin sentido (que se cree que son una representación de la glosolalia cristiana primitiva), aunque las vocales del párrafo final ( uei eis aei ei o ei ei ei os ei ) pueden partirse para leer en griego "que existe como Hijo por los siglos de los siglos", "Eres lo que eres, eres quien eres" . Una explicación podría ser que estas vocales están conectadas al nombre divino Yahveh. Otra posibilidad es que las vocales podrían representar una forma secreta y sagrada para que el alma del lector se acerque más a la gnosis